# Есебулатов, Нурсутбай
Нурсутбай (Нурсултан) Есебулатов (15 октября 1913, Жансугуров, Российская империя — 16 ноября 1941, Дубосеково, Московская область) — стрелок 4-й роты 2-го батальона 1075-го стрелкового полка 316-й стрелковой дивизии 16-й армии Западного фронта, Герой Советского Союза.

## Биография
Родился в 1913 году в ауле Джансугуров (ныне посёлок городского типа Аксуского района Алматинской области Казахстана) в крестьянской семье. Казах. Получил начальное образование. В 1938—1941 годах работал разнорабочим в Алма-Атинском трамвайном тресте.
В июне 1941 года был призван в Красную Армию и зачислен в формировавшуюся в Алма-Ате 316-ю стрелковую дивизию. Воевал в составе 2-го взвода 4-й роты 1075-го стрелкового полка.
Стрелок 1075-го стрелкового полка (316-я стрелковая дивизия, 16-я армия, Западный фронт) красноармеец Есебулатов 16 ноября 1941 года в составе группы истребителей танков во главе с политруком Василием Клочковым и сержантом Иваном Добробабиным у разъезда Дубосеково Волоколамского района Московской области отражал многочисленные атаки противника. Группа, вошедшая в историю битвы под Москвой и Великой Отечественной войны, как 28 героев-панфиловцев, уничтожила 18 вражеских танков.
Похоронен в братской могиле у деревни Нелидово Волоколамского района Московской области.
Указом Президиума Верховного Совета СССР «О присвоении звания Героя Советского Союза начальствующему и рядовому составу Красной Армии» от 21 июля 1942 года за «образцовое выполнение боевых заданий командования на фронте борьбы с немецкими захватчиками и проявленные при этом отвагу и геройство» удостоен посмертно звания Героя Советского Союза. Награждён орденом Ленина.

## Память
- В помещении Нелидовского сельского клуба открыт музей, посвящённый Героям.
- На месте подвига 28-ми героев-панфиловцев воздвигнут мемориал.
- Именем Героя названы улица и школа в посёлке городского типа Жансугуров Алматинской области Казахстана.
- Именем Героя названа улица в городе Талдыкорган Алматинской области Казахстана.